# Coppa del Mondo di slittino 2003
La Coppa del Mondo di slittino 2002/03, ventiseiesima edizione della manifestazione organizzata dalla Federazione Internazionale Slittino, ebbe inizio il 18 novembre 2002 a Park City, negli Stati Uniti d'America, e si concluse il 9 febbraio 2003 a Winterberg, in Germania. Furono disputate ventuno gare, sette per ogni tipologia (singolo uomini, singolo donne ed il doppio) in sette differenti località. Nel corso della stagione si tennero anche i Campionati mondiali di slittino 2003 a Sigulda, in Lettonia, competizione non valida ai fini della Coppa del Mondo.
Le coppe di cristallo, trofeo conferito ai vincitori del circuito, furono assegnate all'austriaco Markus Kleinheinz per quanto concerne la classifica del singolo uomini, la tedesca Sylke Otto conquistò il trofeo del singolo donne mentre la coppia statunitense formata da Mark Grimmette e Brian Martin si aggiudicò la vittoria del doppio.

## Risultati
| Data                | Località    | Nazione     | Specialità       | Primi classificati                                                                | Secondi classificati                    | Terzi classificati                               |
| ------------------- | ----------- | ----------- | ---------------- | --------------------------------------------------------------------------------- | --------------------------------------- | ------------------------------------------------ |
| 18-24 novembre 2002 | Park City   | Stati Uniti | Donne – Singolo  | Sylke Otto Germania                                                               | Silke Kraushaar Germania                | Barbara Niedernhuber Germania                    |
| 18-24 novembre 2002 | Park City   | Stati Uniti | Uomini – Singolo | Georg Hackl Germania                                                              | Markus Kleinheinz Austria               | Albert Demčenko Russia                           |
| 19-24 novembre 2002 | Park City   | Stati Uniti | Uomini – Doppio  | Mark Grimmette Brian Martin Stati Uniti                                           | Patric Leitner Alexander Resch Germania | Andreas Linger Wolfgang Linger Austria           |
| 25-30 novembre 2002 | Calgary     | Canada      | Donne – Singolo  | Sylke Otto Germania                                                               | Barbara Niedernhuber Germania           | Anke Wischnewski Germania                        |
| 25-30 novembre 2002 | Calgary     | Canada      | Uomini – Singolo | Armin Zöggeler Italia                                                             | Markus Kleinheinz Austria               | Tyler Seitz Canada                               |
| 25-30 novembre 2002 | Calgary     | Canada      | Uomini – Doppio  | Patric Leitner Alexander Resch Germania                                           | Mark Grimmette Brian Martin Stati Uniti | Sebastian Schmidt André Forker Germania          |
| 2-8 dicembre 2002   | Oberhof     | Germania    | Donne – Singolo  | Silke Kraushaar Germania                                                          | Sylke Otto Germania                     | Barbara Niedernhuber Germania                    |
| 2-8 dicembre 2002   | Oberhof     | Germania    | Uomini – Singolo | Albert Demčenko Russia                                                            | Markus Kleinheinz Austria               | Armin Zöggeler Italia                            |
| 2-8 dicembre 2002   | Oberhof     | Germania    | Uomini – Doppio  | Gerhard Plankensteiner Oswald Haselrieder Italia                                  | Steffen Skel Steffen Wöller Germania    | Tobias Schiegl Markus Schiegl Austria            |
| 9-15 dicembre 2002  | Altenberg   | Germania    | Donne – Singolo  | Sylke Otto Germania                                                               | Silke Kraushaar Germania                | Anke Wischnewski Germania                        |
| 9-15 dicembre 2002  | Altenberg   | Germania    | Uomini – Singolo | Markus Kleinheinz Austria                                                         | Armin Zöggeler Italia                   | Georg Hackl Germania                             |
| 9-15 dicembre 2002  | Altenberg   | Germania    | Uomini – Doppio  | Andreas Linger Wolfgang Linger Austria                                            | Patric Leitner Alexander Resch Germania | Tobias Schiegl Markus Schiegl Austria            |
| 13-19 gennaio 2003  | Lillehammer | Norvegia    | Donne – Singolo  | Sylke Otto Germania                                                               | Barbara Niedernhuber Germania           | Anna Orlova Lettonia                             |
| 13-19 gennaio 2003  | Lillehammer | Norvegia    | Uomini – Singolo | Georg Hackl Germania                                                              | Markus Kleinheinz Austria               | Wilfried Huber Italia                            |
| 13-19 gennaio 2003  | Lillehammer | Norvegia    | Uomini – Doppio  | Patric Leitner Alexander Resch Germania                                           | Mark Grimmette Brian Martin Stati Uniti | André Florschütz Torsten Wustlich Germania       |
| 20-26 gennaio 2003  | Igls        | Austria     | Donne – Singolo  | Sylke Otto Germania                                                               | Silke Kraushaar Germania                | Barbara Niedernhuber Germania                    |
| 20-26 gennaio 2003  | Igls        | Austria     | Uomini – Singolo | Georg Hackl Germania                                                              | Markus Kleinheinz Austria               | Albert Demčenko Russia                           |
| 20-26 gennaio 2003  | Igls        | Austria     | Uomini – Doppio  | Tobias Schiegl Markus Schiegl Austria                                             | Mark Grimmette Brian Martin Stati Uniti | Gerhard Plankensteiner Oswald Haselrieder Italia |
| 3-9 febbraio 2003   | Winterberg  | Germania    | Donne – Singolo  | Sylke Otto Germania                                                               | Barbara Niedernhuber Germania           | Anke Wischnewski Germania                        |
| 3-9 febbraio 2003   | Winterberg  | Germania    | Uomini – Singolo | Georg Hackl Germania                                                              | David Möller Germania                   | Markus Kleinheinz Austria                        |
| 3-9 febbraio 2003   | Winterberg  | Germania    | Uomini – Doppio  | Patric Leitner Alexander Resch Germania e Mark Grimmette Brian Martin Stati Uniti |                                         | André Florschütz Torsten Wustlich Germania       |

## Classifiche

### Singolo uomini
| Pos. | Nome              | Nazione     | PAC | CAL | OBE | ALT | LIL | IGL | WIN | Totale |
| ---- | ----------------- | ----------- | --- | --- | --- | --- | --- | --- | --- | ------ |
| 1    | Markus Kleinheinz | Austria     | 2   | 2   | 2   | 1   | 2   | 2   | 3   | 595    |
| 2    | Georg Hackl       | Germania    | 1   | 4   | 4   | 3   | 1   | 1   | 1   | 590    |
| 3    | Armin Zöggeler    | Italia      | 8   | 1   | 3   | 2   | 5   | 6   | 6   | 452    |
| 4    | Albert Demčenko   | Russia      | 3   | 11  | 1   | 4   | 11  | 3   | 10  | 404    |
| 5    | David Möller      | Germania    | 5   | 5   | 7   | 9   | 7   | 5   | 2   | 381    |
| 6    | Rainer Margreiter | Austria     | 4   | 6   | 5   | 8   | 4   | 10  | 18  | 326    |
| 7    | Karsten Albert    | Germania    | 15  | 7   | 6   | 7   | 9   | 8   | 15  | 275    |
| 8    | Wilfried Huber    | Italia      | 9   | 18  | 11  | 10  | 3   | 9   | 13  | 271    |
| 9    | Adam Heidt        | Stati Uniti | 7   | 8   | 16  | 11  | 10  | 12  | 8   | 257    |
| 10   | Denis Geppert     | Germania    | 6   | 16  | 10  | 15  | 23  | 7   | 5   | 256    |

### Singolo donne
| Pos. | Nome                 | Nazione     | PAC | CAL | OBE | ALT | LIL | IGL | WIN | Totale |
| ---- | -------------------- | ----------- | --- | --- | --- | --- | --- | --- | --- | ------ |
| 1    | Sylke Otto           | Germania    | 1   | 1   | 2   | 1   | 1   | 1   | 1   | 685    |
| 2    | Silke Kraushaar      | Germania    | 2   | 4   | 1   | 2   | 4   | 2   | 4   | 535    |
| 3    | Barbara Niedernhuber | Germania    | 3   | 2   | 3   | 4   | 2   | 3   | 2   | 525    |
| 4    | Anke Wischnewski     | Germania    | 6   | 3   | 5   | 3   | 6   | 5   | 3   | 420    |
| 5    | Sonja Manzenreiter   | Austria     | 4   | 5   | 7   | 5   | 5   | 4   | 7   | 377    |
| 6    | Veronika Halder      | Austria     | 7   | 6   | 4   | 6   | 8   | 6   | 6   | 348    |
| 7    | Anna Orlova          | Lettonia    | 19  | 14  | 6   | 7   | 3   | 7   | 11  | 296    |
| 8    | Brenna Margol        | Stati Uniti | 5   | 8   | 14  | 10  | 10  | 10  | 12  | 265    |
| 9    | Anastasia Antonova   | Russia      | 12  | 11  | 11  | 11  | 9   | 14  | 5   | 256    |
| 10   | Regan Lauscher       | Canada      | 8   | 10  | 10  | 9   | 11  | 16  | 10  | 248    |

### Doppio
| Pos. | Nome                                      | Nazione     | PAC | CAL | OBE | ALT | LIL | IGL | WIN | Totale |
| ---- | ----------------------------------------- | ----------- | --- | --- | --- | --- | --- | --- | --- | ------ |
| 1    | Mark Grimmette Brian Martin               | Stati Uniti | 1   | 2   | 4   | 13  | 2   | 2   | 1   | 545    |
| 2    | Patric Leitner Alexander Resch            | Germania    | 2   | 1   | 11  | 2   | 1   | 12  | 1   | 536    |
| 3    | Tobias Schiegl Markus Schiegl             | Austria     | 6   | 10  | 3   | 3   | 4   | 1   | 6   | 436    |
| 4    | Andreas Linger Wolfgang Linger            | Austria     | 3   | 6   | 6   | 1   | 8   | 5   | 11  | 401    |
| 5    | Steffen Skel Steffen Wöller               | Germania    | 5   | 11  | 2   | 4   | 7   | 11  | 5   | 369    |
| 6    | Gerhard Plankensteiner Oswald Haselrieder | Italia      | 9   | 9   | 1   | 7   | 11  | 3   | 10  | 364    |
| 7    | Ľubomír Mick Walter Marx                  | Slovacchia  | 13  | 5   | 12  | 5   | 6   | 8   | 4   | 324    |
| 8    | Christian Oberstolz Patrick Gruber        | Italia      | 11  | 7   | 7   | 6   | 9   | 4   | 7   | 321    |
| 9    | Grant Albrecht Eric Pothier               | Canada      | 4   | 4   | 8   | 10  | 13  | 9   | 8   | 309    |
| 10   | Kurt Brugger Wilfried Huber               | Italia      | 12  | 13  | 10  | 8   | 12  | 7   | 12  | 250    |